# Nord (Californie)
Pour les articles homonymes, voir Nord (homonymie).
Nord est une census-designated place du comté de Butte, dans l'État de Californie, aux États-Unis,. En 2020, elle compte une population de 286 habitants.